# Чибітоке (провінція)
Чибітоке — одна з 18 провінцій Бурунді, що існували до 2023 року. Знаходиться на північному заході країни. Площа — 1635,52 км², населення — 460 435 осіб.(2008), щільність населення — 281,52 чол./км². Губернатор — Зефурін Барутванайо.
Адміністративний центр — місто Чибітоке.

## Географія
На сході межує з провінцією Каянза, на півдні — з провінцією Бубанза, на заході проходить державний кордон з Демократичною Республікою Конго по річці Рузізі, на півночі та північному сході — з Руандою.

## Адміністративний поділ
Провінція ділилася на 6 комун:
- Буганда (Buganda)
- Букінаняна (Bukinanyana)
- Мабаї (Mabayi)
- Мугіна (Mugina)
- Мурві (Murwi)
- Ругомбо (Rugombo)